# Чамчиян, Вардан Шноркович
Вардан Шноркович Чамчиян (1 ноября 1916, Тифлис — 19 февраля 2005, Уральск) — казахстанский ученый-агроном. Герой Социалистического Труда (1966), заслуженный агроном Казахской ССР (1974), член КПСС с 1958 года.

## Биография
В 1940 году поступил в Белорусскую сельскохозяйственную академию. В 1941 году был эвакуирован и окончил Новосибирский сельскохозяйственный институт (1944), агроном в совхозе в Краснодарском крае, Уральской области., агроном в совхозе «Пермь» (1954—1957), директор совхоза с 1957 года. В 1976 г. под руководством Чамчияна совхоз сдал 391 994 центнеров зерна, 11975 центнеров мяса, 5838 центнеров молока государству, произвел 2883,3 тыс. рублей чистого дохода.

## Награды
- Медаль «Серп и Молот»
- Орден Ленина,
- 2 ордена Трудового Красного Знамени
- Орден Октябрьской Революции
- 3 золотых, 3 серебряных медали ВДНХ[1].

## Память
- Его именем названа улица в селе Шалгай Шалгай Зеленовского района Западно-Казахстанской области.
- В 2016 году в этом селе был открыт памятник Герою Социалистического Труда В. Ш. Чамчияну.